# Klinta hällar
Klinta hällar är ett naturreservat i Norrköpings kommun i Östergötlands län.
Området är naturskyddat sedan 2016 och är 28 hektar stort. Reservatet ligger i Klintabergets östra sluttning och består av hällmarkstallskog med mindre inslag av gran.